# ヘミン
ヘミン（Hemin）（ヘマチン（Hematin）とも言う。）は、鉄を含むポルフィリンである。
ヘミンは、ポルフィリン症、特に急性間欠性ポルフィリン症の発作の軽減に使用されている。
ヘミンは、時に第二鉄の状態のヘモグロビンであるヘマチンと区別されている。しかしながらこの両者は用語的に同等にみなされることもある。
ヘマチンは、インフルエンザ菌の成長に必要なX因子であると考えられている。